# 大冶湖
大冶湖是一个位于中国湖北省大冶县的湖泊，面积约为64平方千米，平均水深约为2—3米，蓄水量约为25000万立方米。